# Dendrobium dillonianum
Dendrobium dillonianum är en orkidéart som beskrevs av Alex Drum Hawkes och Alfonse Henry Heller. Dendrobium dillonianum ingår i släktet Dendrobium, och familjen orkidéer. Inga underarter finns listade i Catalogue of Life.